# Lijst van Indonesiëkundigen
Dit is een lijst van personen die bekend zijn doordat hun werkzaamheden op wetenschappelijke gebieden met Indonesië en/of met het voormalige Nederlands-Indië verband hielden of houden.
Vaak worden zulke personen aangeduid als Indologen. Omdat dat echter een ietwat omstreden benaming is, wordt die term hier vermeden.

## A
- Lucien Adam, 1890-1974, bestuursambtenaar Nederlands-Indië
- Karel Alexander Adelaar, 1953, taalkundige
- Johannes Cornelis Anceaux, 1920-1988, taalkundige
- Ben Arps, 1961, taalkundige
- Peter Austin, taalkundige

## B
- Jan van Baal, 1909-1992, antropoloog
- Cornelis Christiaan Berg, 1900-1990, filoloog en geschiedkundige
- Robert Blust, taalkundige
- Frederik David Kan Bosch, 1887-1967, oudheidkundige
- Jan Laurens Andries Brandes, 1857-1905, filoloog
- Willem Palmer van den Broek, 1823-1881, filoloog

## C
- Johannes Gijsbertus de Casparis, 1916-2002, geschiedkundige
- Abraham Benjamin Cohen Stuart, 1880-1955, filoloog
- Adriaan David Cornets de Groot, 1804-1829
- Anton Abraham Cense, 1901-1977

## D
- Jared Diamond
- Hoesein Djajadiningrat, 1886-1960, filoloog
- Gerardus Willibrordus Joannes Drewes, 1899-1992, islamoloog

## E
- Johan van Eerde, 1871-1936, bestuursambtenaar
- Aone van Engelenhoven, 1962, taalkundige

## F
- Henri Théodore Fischer, 1901-1976, antropoloog
- Rudolf Hermann Theodor Friedrich, 1817-1875, Pruisische filoloog

## G
- Theodoor Paul Galestin, 1907-1980, archeoloog, geschiedkundige
- Clifford James Geertz, 1926-2006, antropoloog
- Johann Friedrich Carl Gericke, 1798-1857, filoloog en Bijbelvertaler
- Henricus Geurtjens, 1875-1957, missionaris en antropoloog
- Jan Gonda, 1905-1991, taalkundige
- Justus Rinia Petrus François Gonggrijp, 1827-1909, taalkundige
- Roelof Goris, 1898-1965, filoloog
- Hermanus Johannes de Graaf, 1899-1984, geschiedkundige
- Theo de Graaf, 1912-1983, jurist, politicus
- Cornelis Dirk Grijns, 1924-1999
- Johannes Gerardus Hermanus Gunning, 1856-1914, filoloog

## H
- Shiro Hattori, 1908-1995, taalkundige
- Godard Arend Johannes Hazeu, 1870-1929, taalkundige
- Christiaan Hooykaas, 1902-1979, taalkundige
- Frederik de Houtman, 1571-1627, reiziger, taalkundige (eigenlijk Frederick)
- Alfred Hudson, taalkundige

## I
- Josua van Iperen, 1726-1780, predikant en taalkundige

## J
- Jan Petrus Benjamin de Josselin de Jong, 1886-1964, antropoloog
- Patrick Edward de Josselin de Jong, 1922-1999, antropoloog
- Franz Wilhelm Junghuhn, 1809-1864, natuuronderzoeker
- Hendrik Juynboll, 1867-1945, filoloog
- Theodoor Willem Juynboll, 1866-1948, islamoloog

## K
- Jacob Kats, 1875-1945, cultuurkundige
- Johan Hendrik Caspar Kern, 1833-1917, taalkundige
- Johannes Pieter Kleiweg de Zwaan, 1875-1971, fysisch antropoloog
- Hillebrandus Cornelius Klinkert, 1829-1913, letterkundige en Bijbelvertaler
- Koentjaraningrat, 1923-1999, antropoloog
- Nicolaas Johannes Krom, 1883-1945, oudheidkundige
- Jaap Kunst, 1891-1960, musicoloog

## L
- Jacob Cornelis van Leur, 1908-1942, rechtsgeleerde en geschiedkundige

## M
- Franz Magnis-Suseno (Maria Franz Anton Valerian Benedictus Ferdinand von Magnis), 1937, filosoof en antropoloog
- Benjamin Frederik Matthes, 1818-1908, taalkundige en Bijbelvertaler
- Johannes Jacobus Meinsma, 1833-1886, geschiedkundige
- Willem van der Molen, 1952, filoloog
- Simon Musgrave, taalkundige

## N
- Anton Willem Nieuwenhuis, 186-1953, arts, fysisch-antropoloog
- Rob Nieuwenhuys, 1908-1999, letterkundige
- Jacobus Noorduyn, 1926-1994, taalkundige

## O
- Lou Onvlee, 1893-1986, taalkundige en antropoloog
- Charles Adriaan van Ophuijsen, 1854-1917, taalkundige

## P
- Josephus Dominicus Maria Platenkamp, 1951, antropoloog
- Theodoor Gautier Thomas Pigeaud, 1899-1988, taalkundige en oriëntalist
- Cornelis Marinus Pleyte, 1863-1917, filoloog
- Raden Mas Ngabehi Poerbatjaraka, 1884-1964, filoloog
- Prijohoetomo, filoloog
- Prijono, filoloog
- Bambang Kaswanti Purwo, taalkundige

## Q
- George Quinn, 1943, letterkundige

## R
- Thomas Stamford Raffles, 1781-1826
- Hans Ras, 1926-2003, taalkundige
- Willem Rassers, 1877-1973, museumantropoloog
- Gerard Reesink, taalkundige
- Stuart O. Robson, taalkundige
- Roelof Roolvink, 1918-1994, classicus
- Taco Roorda, 1801-1874, taalkundige
- Gerret Pieter Rouffaer, 1860-1928, taalkundige
- Georg Everhard Rumphius, 1627-1702

## S
- Reimar Schefold, 1938, antropoloog
- Bertram Johannes Otto Schrieke, 1890-1945, antropoloog
- Nicolaas Gerhard Schulte Nordholt, 1940, antropoloog
- Christiaan Snouck Hurgronje, 1857-1936, arabist en islamoloog
- Pieter Vincent van Stein Callenfels, 1883-1938, cultuurhistoricus
- Willem Frederik Stutterheim, 1892-1942, cultuurhistoricus
- Heinrich Sundermann, taalkundige
- Jan Lodewijk Swellengrebel, 1909-1984, filoloog

## T
- Andries Teeuw, 1921-2012, taalkundige
- Tjan Tjoe Siem, 1909-1978, taalkundige
- Darrell Tryon, taalkundige
- Herman Neubronner van der Tuuk, 1824-1894, taalkundige

## U
- Eugenius Marius Uhlenbeck, 1913-2003, taalkundige

## V
- François Valentyn, 1666-1727, predikant, reiziger, natuurbeschrijver
- Cornelis van Vollenhoven, 1874-1933, rechtsgeleerde
- Petrus Voorhoeve, 1899-1996, filoloog en taalkundige

## W
- George Henric Werndly, 1694–1744, taalkundige en Bijbelvertaler
- Louis Constant Westenenk, 1872–1930, diplomaat, taalkundige en bestuursambtenaar
- Douwe Klaas Wielenga, 1880-1942, zendeling en taalkundige
- Kurt Wulff, 1881–-939, Deense filoloog
- Stephen Adolphe Wurm, 1922–2001, taalkundige

## Z
- Beryl de Zoete, 1879-1962, oriëntalist en kunsthistorica
- Petrus Josephus Zoetmulder, 1906-1995, taalkundige